# Scottish Premiership 2024-2025
La Scottish Premiership 2024-2025, anche nota come William Hill Premiership 2024-2025 per motivi di sponsorizzazione, è stata la 128ª edizione della massima serie del campionato scozzese di calcio, la venticinquesima consecutiva col regolamento attuale. La stagione è iniziata il 3 agosto 2024 ed è terminata il 18 maggio 2025.
Il Celtic, squadra campione in carica, si è riconfermata vincendo il 55º titolo nazionale, il quarto consecutivo, uguagliando il numero di vittorie del Rangers.

## Stagione

### Novità
Nella stagione precedente è retrocesso il Livingston, ultimo classificato del campionato, mentre dalla Scottish Championship 2023-2024 è stato promosso il Dundee Utd.

### Formula
Le 12 squadre si affrontano in gironi di andata-ritorno-andata, per un totale di 33 giornate. Al termine le squadre sono divise in due gruppi di 6, in base alla classifica; ogni squadra affronta per la quarta volta le altre del gruppo, per arrivare a un totale di 38 partite.
La prima classificata è campione di Scozia e si qualifica, insieme con la seconda, per la UEFA Champions League 2025-2026, mentre la terza si qualifica per la UEFA Europa League 2025-2026 insieme con la vincente della Scottish Cup, e la quarta si qualifica per la UEFA Conference League 2025-2026.
L'ultima classificata è retrocessa in Scottish Championship, mentre la penultima gioca uno spareggio promozione/retrocessione contro la vincitrice dei play-off della Scottish Championship per la permanenza nella massima serie.

## Squadre partecipanti
| Club          | Stagione  | Città      | Stadio             | Stagione precedente |
| ------------- | --------- | ---------- | ------------------ | ------------------- |
| Aberdeen      | dettaglio | Aberdeen   | Pittodrie Stadium  | 7° in Premiership   |
| Celtic        | dettaglio | Glasgow    | Celtic Park        | 1° in Premiership   |
| Dundee        | dettaglio | Dundee     | Dens Park          | 6° in Premiership   |
| Dundee Utd    | dettaglio | Dundee     | Tannadice Park     | 1° in Championship  |
| Hearts        | dettaglio | Edimburgo  | Tynecastle Stadium | 3° in Premiership   |
| Hibernian     | dettaglio | Edimburgo  | Easter Road        | 8° in Premiership   |
| Kilmarnock    | dettaglio | Kilmarnock | Rugby Park         | 4° in Premiership   |
| Motherwell    | dettaglio | Motherwell | Fir Park           | 9° in Premiership   |
| Rangers       | dettaglio | Glasgow    | Ibrox Stadium      | 2° in Premiership   |
| Ross County   | dettaglio | Dingwall   | Victoria Park      | 11° in Premiership  |
| St. Johnstone | dettaglio | Perth      | McDiarmid Park     | 10° in Premiership  |
| St. Mirren    | dettaglio | Paisley    | St. Mirren Park    | 5° in Premiership   |

## Allenatori e primatisti
| Squadra       | Allenatore        | Calciatore più presente | Cannoniere |
| ------------- | ----------------- | ----------------------- | ---------- |
| Aberdeen      | Jimmy Thelin      |                         |            |
| Celtic        | Brendan Rodgers   |                         |            |
| Dundee        | Tony Docherty     |                         |            |
| Dundee Utd    | Jim Goodwin       |                         |            |
| Hearts        | Steven Naismith   |                         |            |
| Hibernian     | David Gray        |                         |            |
| Kilmarnock    | Derek McInnes     |                         |            |
| Motherwell    | Stuart Kettlewell |                         |            |
| Rangers       | Philippe Clement  |                         |            |
| Ross County   | Don Cowie         |                         |            |
| St. Johnstone | Craig Levein      |                         |            |
| St. Mirren    | Stephen Robinson  |                         |            |

## Stagione regolare

### Classifica
|  | Pos. | Squadra       | Pt | G  | V  | N  | P  | GF | GS | DR  |
|  | ---- | ------------- | -- | -- | -- | -- | -- | -- | -- | --- |
|  | 1.   | Celtic        | 81 | 33 | 26 | 3  | 4  | 97 | 22 | +75 |
|  | 2.   | Rangers       | 66 | 33 | 20 | 6  | 7  | 68 | 35 | +33 |
|  | 3.   | Hibernian     | 53 | 33 | 14 | 11 | 8  | 54 | 41 | +13 |
|  | 4.   | Dundee Utd    | 50 | 33 | 14 | 8  | 11 | 41 | 40 | +1  |
|  | 5.   | Aberdeen      | 50 | 33 | 14 | 8  | 11 | 45 | 49 | -4  |
|  | 6.   | St. Mirren    | 41 | 33 | 12 | 5  | 16 | 45 | 54 | -9  |
|  | 7.   | Hearts        | 40 | 33 | 11 | 7  | 15 | 43 | 44 | -1  |
|  | 8.   | Motherwell    | 39 | 33 | 11 | 6  | 16 | 37 | 56 | -19 |
|  | 9.   | Kilmarnock    | 35 | 33 | 9  | 8  | 16 | 38 | 58 | -20 |
|  | 10.  | Ross County   | 35 | 33 | 9  | 8  | 16 | 33 | 56 | -23 |
|  | 11.  | Dundee        | 34 | 33 | 9  | 7  | 17 | 50 | 71 | -21 |
|  | 12.  | St. Johnstone | 29 | 33 | 8  | 5  | 20 | 33 | 58 | -25 |

Legenda:

      Ammesse alla Poule scudetto

      Ammesse alla Poule salvezza
Regolamento:

Tre punti a vittoria, uno a pareggio, zero a sconfitta.

### Risultati

#### Tabellone
|               | Abe     | Cel     | Dun     | DuU     | Hea     | Hib     | Kil     | Mot     | Ran     | Ros     | StJ     | StM     |
| ------------- | ------- | ------- | ------- | ------- | ------- | ------- | ------- | ------- | ------- | ------- | ------- | ------- |
| Aberdeen      | ––––    | 0-1     | 4-1     | 1-0 2-2 | 3-2 0-0 | 1-3     | 2-0 1-0 | 2-1 4-1 | 2-1 2-2 | 1-2     | 1-1     | 3-1 0-3 |
| Celtic        | 2-2 5-1 | ––––    | 2-0 6-0 | 2-0 3-0 | 2-0 3-0 | 3-0     | 4-0 5-1 | 4-0     | 3-0 2-3 | 5-0     | 4-0     | 3-0     |
| Dundee        | 1-2 1-2 | 3-3     | ––––    | 1-2     | 3-1 0-6 | 4-1     | 2-3 3-2 | 4-1     | 1-1 3-4 | 0-3     | 1-2 1-1 | 2-2 2-0 |
| Dundee Utd    | 1-0     | 0-0     | 2-2 2-4 | ––––    | 0-1     | 3-2 1-3 | 1-1     | 1-2 1-0 | 0-1 1-3 | 3-0     | 2-0 1-0 | 2-0     |
| Hearts        | 1-1     | 1-4     | 2-0     | 0-1 0-1 | ––––    | 1-2     | 1-2 3-2 | 1-0     | 0-0 1-3 | 1-1 2-0 | 2-1     | 4-0 3-1 |
| Hibernian     | 3-3 2-0 | 0-2 2-1 | 2-2 4-0 | 1-1     | 1-1 2-1 | ––––    | 1-0     | 1-2 3-1 | 3-3     | 3-1     | 2-0 3-0 | 1-2     |
| Kilmarnock    | 4-0     | 0-2     | 1-1     | 3-3 1-0 | 1-0     | 1-1 1-1 | ––––    | 0-0 2-0 | 1-0 2-4 | 0-1     | 0-3 3-1 | 2-0     |
| Motherwell    | 2-0     | 0-3 1-3 | 0-1 2-1 | 4-3     | 3-1 0-0 | 0-3     | 1-1     | ––––    | 2-2     | 0-0 0-3 | 2-1     | 2-1 2-2 |
| Rangers       | 2-2     | 3-0     | 1-0     | 1-1     | 1-0     | 1-0 0-2 | 6-0     | 2-1 1-2 | ––––    | 6-0 4-0 | 2-0 3-1 | 2-1 0-2 |
| Ross County   | 0-1 0-1 | 1-2 1-4 | 2-0 3-1 | 1-1 0-1 | 2-2     | 0-0 1-1 | 2-1 1-0 | 2-1     | 0-3     | ––––    | 3-3     | 1-2     |
| St. Johnstone | 1-2 0-0 | 0-6 1-0 | 1-3     | 1-2     | 1-2 1-2 | 1-1     | 1-0     | 1-2 2-1 | 0-1     | 3-0 1-0 | ––––    | 2-3     |
| St. Mirren    | 2-1     | 0-3 2-5 | 1-2     | 0-1 0-1 | 2-1     | 3-0 0-0 | 2-2 5-1 | 0-1     | 2-1     | 0-0 3-2 | 3-1 0-1 | ––––    |

## Poule scudetto e salvezza

### Classifica
|                   | Pos. | Squadra       | Pt | G  | V  | N  | P  | GF  | GS | DR  |
| ----------------- | ---- | ------------- | -- | -- | -- | -- | -- | --- | -- | --- |
| Scozia (bandiera) | 1.   | Celtic        | 92 | 38 | 29 | 5  | 4  | 112 | 26 | +86 |
|                   | 2.   | Rangers       | 75 | 38 | 22 | 9  | 7  | 80  | 41 | +39 |
|                   | 3.   | Hibernian     | 58 | 38 | 15 | 13 | 10 | 62  | 50 | +12 |
|                   | 4.   | Dundee Utd    | 53 | 38 | 15 | 8  | 15 | 45  | 54 | -9  |
| [ 2 ]             | 5.   | Aberdeen      | 53 | 38 | 15 | 8  | 15 | 48  | 61 | -13 |
|                   | 6.   | St. Mirren    | 50 | 38 | 14 | 8  | 16 | 53  | 59 | -6  |
|                   |      |               |    |    |    |    |    |     |    |     |
|                   | 7.   | Hearts        | 52 | 38 | 15 | 7  | 16 | 52  | 47 | +5  |
|                   | 8.   | Motherwell    | 49 | 38 | 14 | 7  | 17 | 46  | 63 | -17 |
|                   | 9.   | Kilmarnock    | 44 | 38 | 12 | 8  | 18 | 45  | 64 | -19 |
|                   | 10.  | Dundee        | 41 | 38 | 11 | 8  | 19 | 57  | 77 | -20 |
|                   | 11.  | Ross County   | 37 | 38 | 9  | 10 | 19 | 37  | 65 | -28 |
|                   | 12.  | St. Johnstone | 32 | 38 | 9  | 5  | 24 | 38  | 68 | -30 |

Legenda:
      Campione di Scozia e ammessa alla UEFA Champions League 2025-2026
      Ammessa alla UEFA Champions League 2025-2026
      Ammessa alla UEFA Europa League 2025-2026
      Ammesse alla UEFA Conference League 2025-2026
 Ammessa ai Play-out
      Retrocessa in Scottish Championship 2025-2026
Regolamento:
Tre punti a vittoria, uno a pareggio, zero a sconfitta.

### Risultati poule scudetto
|            | Abe  | Cel  | DuU  | Hib  | Ran    | StM  |
| ---------- | ---- | ---- | ---- | ---- | ------ | ---- |
| Aberdeen   | –––– | 1-5  |      | 1-0  |        |      |
| Celtic     |      | –––– |      | 3-1  |        | 1-1  |
| Dundee Utd | 2-1  | 0-5  | –––– |      |        | 0-2  |
| Hibernian  |      |      | 3-1  | –––– | 2-2    |      |
| Rangers    | 4-0  | 1-1  | 3-1  |      | ––––\| |      |
| St. Mirren | 1-0  |      |      | 2-2  | 2-2    | –––– |

### Risultati poule salvezza
|               | Dun  | Hea  | Kil  | Mot  | RoC    | StJ  |
| ------------- | ---- | ---- | ---- | ---- | ------ | ---- |
| Dundee        | –––– |      |      | 1-2  | 1-1    |      |
| Hearts        | 0-1  | –––– |      | 3-0  |        | 2-1  |
| Kilmarnock    | 3-2  | 0-1  | –––– |      | 2-0    |      |
| Motherwell    |      |      | 3-0  | –––– |        | 3-2  |
| Ross County   |      | 1-3  |      | 1-1  | ––––\| |      |
| St. Johnstone | 0-2  |      | 0-2  |      | 2-1    | –––– |

## Play-out

### Primo turno
|                 | Risultati |                 | Luogo e data           |
| --------------- | --------- | --------------- | ---------------------- |
| Partick Thistle | 0 - 1     | Ayr Utd         | Glasgow, 6 maggio 2025 |
| Ayr Utd         | 0 - 2     | Partick Thistle | Ayr, 9 maggio 2025     |
|                 |           |                 |                        |

### Secondo turno
|                 | Risultati |                 | Luogo e data               |
| --------------- | --------- | --------------- | -------------------------- |
| Partick Thistle | 0 - 2     | Livingston      | Glasgow, 13 maggio 2025    |
| Livingston      | 2 - 0     | Partick Thistle | Livingston, 16 maggio 2025 |
|                 |           |                 |                            |

### Terzo turno
|             | Risultati |             | Luogo e data               |
| ----------- | --------- | ----------- | -------------------------- |
| Livingston  | 1 - 1     | Ross County | Livingston, 22 maggio 2025 |
| Ross County | 2 - 4     | Livingston  | Dingwall, 26 maggio 2025   |
|             |           |             |                            |

## Statistiche

### Squadre

#### Capoliste solitarie
|    | —— | —— | —— | —— | —— | —— | —— | —— | ——  | ——  | ——  | ——     | ——  | ——  | ——  | ——  | ——  | ——  | ——  | ——  | ——  | ——  | ——  | ——  | ——  | ——  | ——  | ——  | ——  | ——  | ——  | ——  | ——  | ——  | ——  | ——  | ——  | —— |  |
|    |    |    |    |    |    |    |    |    |     |     |     | Celtic |     |     |     |     |     |     |     |     |     |     |     |     |     |     |     |     |     |     |     |     |     |     |     |     |     |    |  |
|    |    |    |    |    |    |    |    |    |     |     |     |        |     |     |     |     |     |     |     |     |     |     |     |     |     |     |     |     |     |     |     |     |     |     |     |     |     |    |  |
|    |    |    |    |    |    |    |    |    |     |     |     |        |     |     |     |     |     |     |     |     |     |     |     |     |     |     |     |     |     |     |     |     |     |     |     |     |     |    |  |
| 1ª | 2ª | 3ª | 4ª | 5ª | 6ª | 7ª | 8ª | 9ª | 10ª | 11ª | 12ª | 13ª    | 14ª | 15ª | 16ª | 17ª | 18ª | 19ª | 20ª | 21ª | 22ª | 23ª | 24ª | 25ª | 26ª | 27ª | 28ª | 29ª | 30ª | 31ª | 32ª | 33ª | 34ª | 35ª | 36ª | 37ª | 38ª |    |  |

### Individuali

#### Classifica marcatori
| Gol |  |  | Giocatore      | Squadra       |
| --- |  |  | -------------- | ------------- |
| 18  |  |  | Cyriel Dessers | Rangers       |
| 16  |  |  | Daizen Maeda   | Celtic        |
| 16  |  |  | Simon Murray   | Dundee        |
| 15  |  |  | Sam Dalby      | Dundee United |
| 15  |  |  | Martin Boyle   | Hibernian     |
| 13  |  |  | Nicolas Kühn   | Celtic        |
| 13  |  |  | Adam Idah      | Celtic        |
| 12  |  |  | Václav Černý   | Rangers       |
| 12  |  |  | Hamza Igamane  | Rangers       |
| 12  |  |  | Ronan Hale     | Ross County   |